# Akt Zniesienia Niewolnictwa
Akt Zniesienia Niewolnictwa (ang. Slavery Abolition Act) – ustawa brytyjskiego parlamentu z 28 sierpnia 1833 znosząca niewolnictwo w Imperium brytyjskim. Rezultatem uchwalenia tego aktu, który wszedł w życie 1 sierpnia 1834, było wyzwolenie ponad 800 000 Afrykanów na Karaibach i Afryce Południowej oraz w Kanadzie. Równocześnie przewidziano wyjątki dla takich posiadłości, jak posiadłości Kompanii Wschodnioindyjskiej, Cejlon i Wyspa Świętej Heleny, ostateczny zakaz niewolnictwa wprowadzono 10 lat później.
Akt był rezultatem działalności zapoczątkowanej w 1727 przez kwakrów i podjętej w latach 80. XVIII przez abolicjonistów przy poparciu Williama Pitta Młodszego i wigów, głównie Charlesa Jamesa Foxa. W 1793 w Górnej Kanadzie uchwalono akt ograniczenia niewolnictwa – pierwszą taką legislację w koloniach brytyjskich. Jednak we wschodnich koloniach Górnej Kanady, w Nowej Szkocji i Nowym Brunszwiku próby abolicji były nieskuteczne. W 1807 abolicjoniści i wigowie doprowadzili do uchwalenia zakazu handlu niewolnikami, a po dojściu do władzy rządu Charlesa Greya, do uchwalenia zniesienia niewolnictwa. Czołową rolę wśród brytyjskich abolicjonistów odegrali William Wilberforce, Thomas Buxton i Henry Brougham.
Akt nie przewidywał żadnej kompensacji dla byłych niewolników i ich spadkobierców, natomiast zakładał kompensację finansową dla byłych właścicieli niewolników; kompensacje zostały wypłacone z publicznego budżetu i zostały ostatecznie rozliczone w roku 2015.